# 島清
島 清（しま きよし、1908年（明治41年）9月29日 - 1997年（平成9年）5月15日）は、日本の政治家。参議院議員（2期）、うるま新報（現琉球新報）社長。

## 略歴
沖縄県糸満町に生まれる。1938年（昭和13年）、法政大学法文学部を卒業する。戦前は、社会運動家として、日本大衆党、全国大衆党、全国労農大衆党、社会大衆党などで活動する。
1945年（昭和20年）、ウルマ新報（後にうるま新報に社名変更）の初代社長に就任する。
1947年（昭和22年）、第1回参議院議員通常選挙に日本社会党候補として東京都選挙区より出馬し、当選する。また、全国戦災者事業団副理事長に就任する。1954年（昭和29年）、日本社会党（社会党右派）中央執行委員に就任。
1956年（昭和31年）、第4回参議院議員通常選挙に当選し、1960年（昭和35年）に民主社会党の結成に参加する。1978年（昭和53年）秋の叙勲で勲二等旭日重光章受章。
1997年（平成9年）5月15日、老衰のため東京都江東区の自宅で死去、88歳。死没日をもって従四位に叙される。

## 著書
- 『わが言動の書 : 沖縄への報告』沖縄情報社、1970年10月25日。NDLJP:9769500。